# Modèle Clubhouse de réhabilitation psychosociale
Pour les articles homonymes, voir Clubhouse.
 (septembre 2014).
Si vous disposez d'ouvrages ou d'articles de référence ou si vous connaissez des sites web de qualité traitant du thème abordé ici, merci de compléter l'article en donnant les références utiles à sa vérifiabilité et en les liant à la section « Notes et références ».
Le modèle Clubhouse de réhabilitation psychosociale est un lieu d’activités de jour non médicalisé, créé pour et avec des personnes fragilisées par les effets de troubles psychiques, tels que les troubles bipolaires, schizophrénie et dépression sévère, dans le but de faciliter leur socialisation et leur insertion professionnelle.

## Origines

### Fondations
Le modèle clubhouse vient des États-Unis. C’est dans les années 1940 qu’il est impulsé par un groupe de personnes atteintes de maladies psychiques (troubles maniaco-dépressifs, bipolarité, schizophrénie, et dépression sévère, un trouble reconnu récemment par le DSM-5). Ils croyaient en la capacité d’entraide des malades, philosophie sur laquelle repose tout le modèle Clubhouse. C’est au Rockland State Hospital, New York, États-Unis, en 1943 qu’a été pensé et fondé le principe d’entraide au-delà de la méthodologie des clubhouses. Ce principe mis en place par les malades du Rockland Hospital et le soutien de bénévoles qui s’intéressent au rétablissement des malades psychiatriques.
La première organisation qui est créée par ce groupe prit le nom de « WANA », qui était l’anagramme de « We Are Not Alone ». Cet acronyme est choisi pour le lien qu’il signifiait et qu’il voulait tisser avec le reste de la population. Michael Obolensky prit la tête de cette organisation avec 9 autres patients. Officialisé Le 15 mars 1944 le groupe WANA avait pour objectifs de favoriser le bien-être des patients et d’accompagner à la réinsertion de façon progressive, dans la société de ceux qui comme eux étaient touchés par des troubles psychiques. À l’époque, l’absence et/ou l’inadéquation de médicaments poussaient les malades à trouver d’autres moyens pour améliorer la qualité de leur quotidien.[réf. nécessaire] Les premiers neuroleptiques feront leur apparition dans le milieu des années 1950.

### Fontain House (1948)
Le premier clubhouse au monde fut créé par deux femmes, Elizabeth Ker Schermerhon, bénévole des premiers temps, rejointe par Hetty Richard en 1948. Après avoir fait l'acquisition d'une maison à Manhattan les nouvelles administratrices firent appel à la communauté des WANA pour former la Fountain House.

## Principe fondamental

### Modélisation et développement
Le principe fondateur du modèle Clubhouse se caractérise par la capacité de travail des membres (acteurs, bénéficiaires), leur force à être productifs et en parallèle donner un sens et une valeur à leur travail. John Beard, directeur de Fountain House (en) de 1955 à 1982, met la valeur du travail au cœur de ce modèle du clubhouse, dans le but de démontrer aux membres bénéficiaires qu'ils sont des personnes actives comme les autres au sein de la communauté.
La conviction de J. Beard, qui avait été travailleur social à l’hôpital de Detroit, était que les malades n'étaient pas uniquement définis par leur maladie, mais qu’ils leur restent des « îlots de bien-être et de santé ». J. Beard fit de cette méthode la ligne rouge du fonctionnement d'un clubhouse. C’est la base de la cogestion : salariés et membres bénéficiaires travaillent de concert. Cela permet de valoriser le travail fait par les membres, de les responsabiliser, et ainsi de les relancer dans une démarche positive de reprise de leur vie en main. La philosophie d'un clubhouse s'appuie en effet sur la reprise d'autonomie de ses membres ainsi que sur la pair-aidance, c'est-à-dire le partage de bonnes pratiques entre personnes ayant de fortes similitudes (ici, de membre à membre).

### Formations clubhouse et l’essaimage des clubhouses
En 1977, Fountain House a obtenu sa première subvention pour mettre en place un programme national de formation pour le modèle clubhouse, par l’Institut national de la santé mentale (NIMH), consistant en une immersion de trois semaines au cœur de Fountain House. L’objectif de la formation est fondé sur une réflexion globale autour des pratiques entre les clubs. Pour répondre à ses besoins d’aide au développement, Fountain House a également demandé et obtenu d’importantes subventions de la Fondation Robert Wood Johnson. Le Public Welfare Foundation et le Pew Charitable Trusts ont aussi apporté un soutien supplémentaire pour ce projet, qui est nommé programme d'Expansion Nationale Clubhouse en 1987.
Dès 1987, 220 clubhouses sont recensés aux États-Unis. Il y en avait également au Canada, au Danemark, en Allemagne, aux Pays-Bas, au Pakistan, en Suède, et en Afrique du Sud.[réf. nécessaire]

### Développement des normes internationales
Rudyard Propst rejoint l’aventure Fountain House en 1981, comme directeur de la formation. Face à la multiplication des clubhouses dans le monde, il décide d'anticiper les incompréhensions en créant des normes qui permettront de poser des bases solides dans le cadre de la reproduction du modèle. C’est lors du 5e congrès international dédié au modèle clubhouse qui réunit près de 600 personnes en 1989, qu’ont été débattues les normes.
En 1994 fut créée la fédération Clubhouse International (CI) ayant pour mission d’accréditer des clubhouses dans le monde et de les aider dans leur développement.
La charte internationale s’est faite sur les différentes expérimentations mondiales du modèle et des standards faits par le CI et sont adaptés au pays dans lequel un ou plusieurs clubhouses souhaitent se développer.

## Intérêts et critiques
La philosophie du modèle Clubhouse repose sur l'idée que les personnes vivant avec des troubles mentaux sévères ou chroniques peuvent manquer d'un support familial ou social, ainsi que d'accès à des opportunités éducatives ou professionnelles. Il est question pour les membres de disposer d'un « filet de sécurité » afin de faciliter leur réhabilitation psychosociale, de développer des relations de support ainsi que des capacités vocationnelles.
Afin de promouvoir la solidarité et le soutien au sein des Clubhouses, on se réfère aux participants en tant que « membres ». Les personnes avec des troubles mentaux sont traitées comme des participants actifs à leur réhabilitation personnelle, plutôt que comme des récipiendaires de soins. Le principe de travail commun et solidaire est valorisé par l'équipe salariée, et peut inclure des tâches basiques d'entretien comme le service des repas ou le nettoyage des salles de bains, mais aussi des apports en tant que fournisseurs d'information et travailleurs sociaux.
Les programmes d'emploi transitionnels (transitionnal employment programs) sont conçus comme des tremplins vers le travail compétitif. En effet, les Clubhouses négocient des contrats avec les commerces locaux, qui acceptent de garder des postes pour les membres du Clubhouse. L'équipe salariée ainsi que les autres membres acceptent de remplir les obligations professionnelles des membres qui seraient temporairement incapables de se rendre au travail, les aidant à conserver un emploi sur le long terme.
Les Clubhouses ont été critiquées pour n'offrir à leurs membres que le développement d'un ensemble limité de capacités, menant à des opportunités de travail limitées, ainsi que pour leur manque d'engagement envers les familles de leurs membres. Elles se basent sur une approche individualiste de la réhabilitation en santé mentale, négligeant les occasions d'interagir avec les cercles familiaux et d'influencer les relations parentales.